# Wide Awake and Dreaming
Wide Awake and Dreaming is de vijfde aflevering van het eerste seizoen van de televisieserie 90210, die voor het eerst werd uitgezonden op 23 september 2008. Bij de Amerikaanse première werd de aflevering bekeken door 2.963.000 mensen. Het had 11% van de kijkers van aflevering vier verloren.
De serie kreeg na deze aflevering veel kritiek voor de manier waarop er met het personage Navid werd omgegaan. Er werd opgemerkt dat hij na de vijfde aflevering nog steeds geen verhaallijn heeft en slechts af en toe in beeld is te zien.

## Verhaal
Brenda is druk bezig met het voorbereiden van het opkomend toneelstuk. Ze nodigt Kelly, Harry en Ryan uit om een kijkje te nemen. Als ze met zijn vieren binnenkomen, betrappen ze Annie zoenend met Ty. Het komt aan als een grote verrassing voor Harry, die niet weet hij met deze ontdekking om moet gaan. Hij is razend, maar een meer kalme Debbie staat erop dat zij met de situatie om zal gaan. Later die avond heeft ze een gesprek met Annie over liefde en seks. De volgende dag vertelt ze haar vrienden wat er is gebeurd en wordt gewaarschuwd voor Ty, die volgens haar vriendinnen geen interesse heeft in een vaste relatie.
Naomi heeft moeite met haar moeder, die in de put zit sinds ze heeft besloten te scheiden van haar man. Tracy weigert uit bed te komen en laat het huishouden geheel aan Naomi over. Naomi vindt dit oneerlijk en belt haar vader om Tracy wat verstand bij te brengen. Ondertussen vertelt Ty Annie dat hij een hotelkamer voor de twee heeft gereserveerd. Hij nodigt haar uit er na een feest naartoe te gaan en zij stemt er argwanend in mee.
Ryan, Kelly en Brenda maken zich zorgen om Adrianna. Eerder die ochtend kwam Adrianna voor de zoveelste keer te laat en in de war op school. Ryan vraagt zich af of ze drugs gebruikt en Kelly wil haar uit het toneelstuk halen. Brenda zegt echter dat dit het enige is wat Adrianna staande houdt. Het wordt al snel duidelijk dat Adrianne zeer onzeker is door de druk die haar moeder op haar legt. Om haar emoties te onderdrukken besluit ze stoned te worden. Brenda merkt dit en vervangt haar vlak voor de openingsavond met Annie. Adrianna's moeder Constance is hier razend om, aangezien ze talentenjachten heeft uitgenodigd om Adrianna te zien.
Als Harry hoort dat Annie naar een feest zal gaan met Ty, probeert hij haar dit te verbieden. Zowel Debbie als Annie vertellen echter dat ze vertrouwen in haar moeten hebben. Na het toneelstuk vraagt ze Dixon om een condoom. Hierna loopt ze op tegen Ethan, die haar condoom opmerkt. Hij zegt haar dat ze niet met Ty naar bed moet gaan, maar Annie lijkt niet onder de indruk te zijn van zijn mening.
Ondertussen beginnen Dixon en Silver ook steeds meer voor elkaar te vallen. Na een romantisch moment zoenen ze. Adrianna neemt wraak op Annie, omdat ze het niet aan kan dat zij haar grote kans heeft gegrepen. Ze bevindt zich naakt, bedekt met enkel een handdoek op Ty's hotelkamer. Als Annie binnenkomt suggereert ze dat ze zojuist seks hebben gehad. Annie kan het niet geloven en stormt zo snel als ze kan weg. Hierna wordt het echter duidelijk voor de kijker dat Ty nooit in de hotelkamer is geweest met Adrianna.

## Rolverdeling

### Hoofdrollen
- Rob Estes - Harry Wilson
- Shenae Grimes - Annie Wilson
- Tristan Wilds - Dixon Wilson
- AnnaLynne McCord - Naomi Clark
- Dustin Milligan - Ethan Ward
- Ryan Eggold - Ryan Matthews
- Jessica Stroup - Erin Silver
- Michael Steger - Navid Shirazi
- Lori Loughlin - Debbie Wilson
- Jessica Walter - Tabitha Wilson

### Gastrollen
- Jennie Garth - Kelly Taylor
- Shannen Doherty - Brenda Walsh
- Christina Moore - Tracy Clark
- James Patrick Stuart - Charlie Clark
- Adam Gregory - Ty Collins
- Jessica Lowndes - Adrianna Tate
- Maeve Quinlan - Constance Tate-Duncan
- Patrick Sebes - Jared

## Soundtrack
- "Shattered (Turn The Car Around)" van O.A.R.
- "Mama Who Bore Me" van Spring Awakening
- "Little Bit" van Lykke Li
- "The Bitch Of Living" van Spring Awakening)
- "How The Day Sounds" van Greg Laswell
- "I'm Not Gonna Teach Your Boyfriend How To Dance With You" van Black Kids
- "The One" van Luscious Redhead
- "L.E.S. Artistes" van Santogold
- "Hollywood" van Collective Soul
- "Birds" van Emiliana Torrini